# Antonio Lopes Suasso

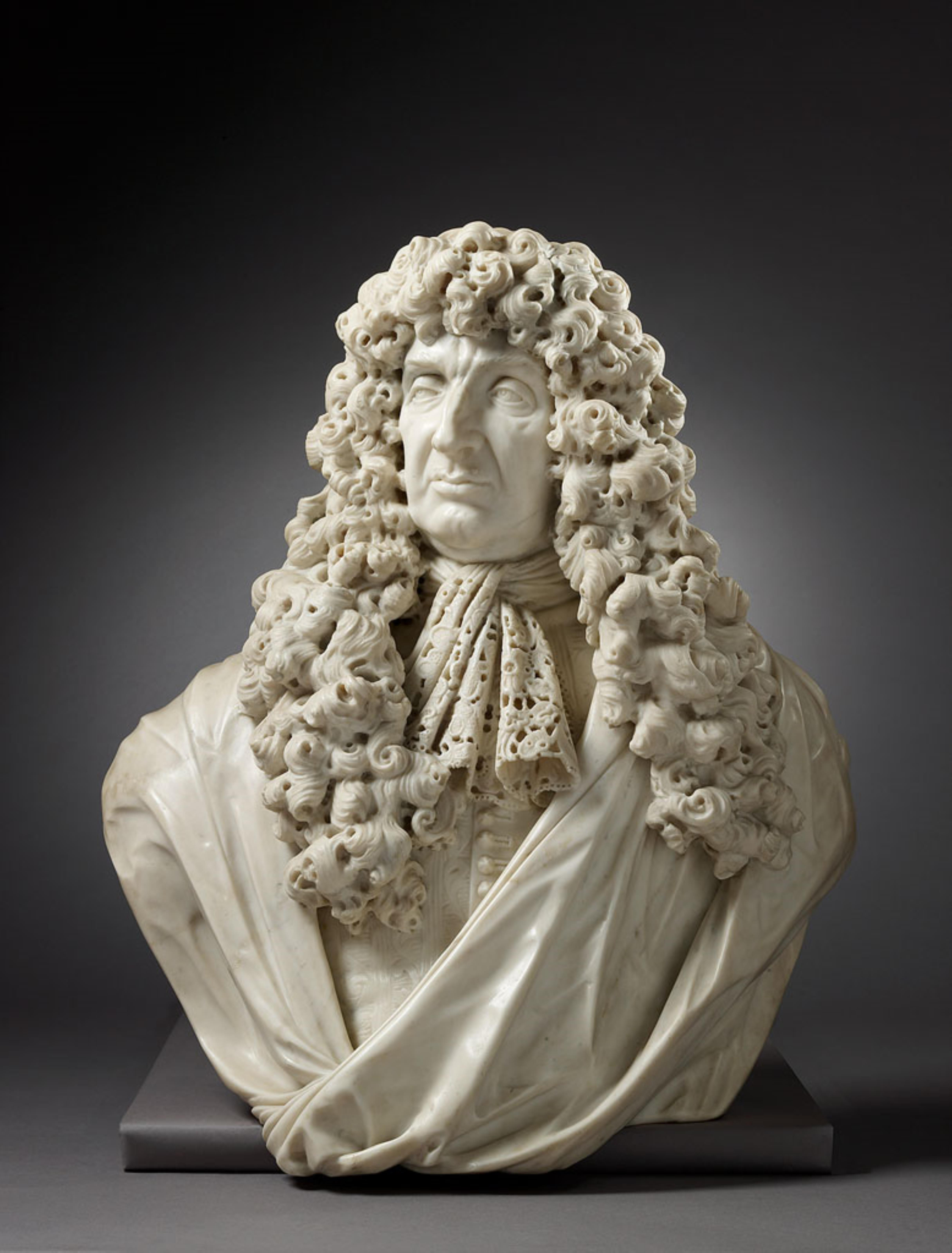
Buste door Rombout Verhulst

Antonio Lopes Suasso (Bordeaux, 13 april 1614 – Den Haag, 11 maart 1685) was een Hollands koopman en de rijkste Amsterdamse, Portugese jood uit zijn tijd. Hij woonde aan het eind van zijn leven in Den Haag. Suasso is grondlegger van de Nederlandse tak van de familie Lopes Suasso, die onder andere bekend werd van een legaat aan het Stedelijk museum te Amsterdam, dat rond 1900 Suassomuseum werd genoemd.
Suasso was de zoon van Francisco en Isabeau Mendes. Hij trouwde op 14 juni 1654 met Dona Violante de Pinto (1629-1706). Het echtpaar kreeg zeven kinderen. Suasso werd op de Portugees-joodse begraafplaats van Ouderkerk aan de Amstel begraven.
Suasso gaf veel financiële en diplomatieke steun aan de Spaanse overheid. Hij werd in 1676 door de Spaanse koning Karel II in adelstand verheven. Hij werd baron van Avernas-le-Gras.
Suasso was aandeelhouder van de West-Indische Compagnie.
De familie van Suasso heeft veel geschonken aan de stad Amsterdam, waaronder de buste die hierbij is afgebeeld. Dit beeld wordt beheerd door het Amsterdam Museum.